# Ґлодно (Конінський повіт)
Ґлодно (пол. Głodno) — село в Польщі, у гміні Кшимув Конінського повіту Великопольського воєводства.
Населення — 279 осіб (2011).
У 1975-1998 роках село належало до Конінського воєводства.

## Демографія
Демографічна структура станом на 31 березня 2011 року:
|          | Загалом | Допрацездатний вік | Працездатний вік | Постпрацездатний вік |
| -------- | ------- | ------------------ | ---------------- | -------------------- |
| Чоловіки | 135     | 38                 | 89               | 8                    |
| Жінки    | 144     | 31                 | 85               | 28                   |
| Разом    | 279     | 69                 | 174              | 36                   |